# Larry Wolgast
Larry Wolgast ist ein US-amerikanischer Politiker.
Wolgast wuchs in Wabaunsee County auf. Er studierte an der Kansas State University und an der University of Kansas. An letzterer erhielt er einen Master und promovierte anschließend.
Im April 2013 wurde er zum Bürgermeister von Topeka, der Hauptstadt des US-Bundesstaates Kansas gewählt. Vor seiner Wahl zum Bürgermeister gehörte er dem Stadtrat von Topeka (Topeka City Council) an und bekleidete das Amt des Vizebürgermeisters unter Bürgermeister Bill Bunten.
Wolgast ist verheiratet und hat zwei Söhne.